# Sitticus pubescens
Sitticus pubescens là một loài nhện nhảy. Loài S. pubescens sinh sống ở châu Âu, Nga và Hoa Kỳ.